# Палмов лешояд
Палмовите лешояди (Gypohierax angolensis), наричани също палмови орли и лешоядови орли, са вид едри птици от семейство Ястребови (Accipitridae), единствен представител на род Gypohierax.
Разпространени са в горите и саваните на Субсахарска Африка, обикновено в близост до водоеми. Достигат 60 сантиметра дължина, 150 сантиметра размах на крилата и 1,3 – 1,7 килограма маса. Необичайно за граблива птица, те се хранят главно с плодовете на и маслената палма, но ядат също и ракообразни, мекотели, скакалци и риба, понякога напада и домашни птици и прилепи.